# تام لمان
تام لمان (انگلیسی: Tom Lehman؛ زادهٔ ۷ مارس ۱۹۵۹) یک گلف‌باز اهل ایالات متحده آمریکا است.